# Синджа
Синджа (араб. سنجة‎) — город на юго-востоке Судана, расположенный на территории штата Сеннар.

## Географическое положение
Город находится в центральной части штата, на левом берегу Голубого Нила, на высоте 397 метров над уровнем моря.
Синджа расположен на расстоянии приблизительно 55 километров к юго-востоку от Сеннара, административного центра провинции и на расстоянии 300 километров к юго-востоку от Хартума, столицы страны.

## Демография
По данным последней официальной переписи 1983 года, население составляло 27 982 человека.
Динамика численности населения города по годам:
| 1973   | 1983   | 2012   |
| ------ | ------ | ------ |
| 19 452 | 27 982 | 42 256 |

## Экономика
Основу экономики города составляет сельскохозяйственное производство.